# Rowshan Ershad
La Bégum Rowshan Ershad est une femme politique bangladaise née le 19 juillet 1941 à Mymensingh (présidence du Bengale, Raj britannique). Elle est membre du Présidium du parti Jatiya (Ershad) et chef de l'opposition du 10e parlement, élu en 2014.
Elle est l'épouse du Président Hossain Mohammad Ershad, en fonction de décembre 1983 à décembre 1990. En tant que Première dame (en), elle s'engage dans la promotion des droits des femmes et des enfants. En 1975, elle fonde puis préside la Sena Paribar Kalliyan Samity (« Association pour le bien-être des familles des Forces armées »). Par ailleurs, elle participe à la Convention des Nations unies sur la toxicomanie en 1985.